# Horisme tersulata
Horisme tersulata är en fjärilsart som beskrevs av Otto Staudinger 1871. Horisme tersulata ingår i släktet Horisme och familjen mätare. Inga underarter finns listade i Catalogue of Life.